# Suger Kidul
Suger Kidul is een bestuurslaag in het regentschap Jember van de provincie Oost-Java, Indonesië. Suger Kidul telt 4402 inwoners (volkstelling 2010).